# Dasipròctids
Els dasipròctids (Dasyproctidae) són una família de grans rosegadors sud-americans que inclou els agutins i agutins verds. El seu pelatge és vermellós o d'un color fosc per dalt i més pàlid per sota. Són animals herbívors i sovint s'alimenten de fruita madura que cau dels arbres. Viuen en caus i, com els esquirols, enterren una part del seu aliment per a consumir-lo més tard.